# HMS Howe (32)
El HMS Howe fue un acorazado al servicio de la Marina Real británica perteneciente a la clase King George V.   Recibió su nombre honrando la memoria del famoso almirante Richard Howe.

## Diseño y construcción
Al igual que sus compañeros de clase, fue diseñado bajo los términos del Tratado Naval de Washington. Las “vacaciones navales”, deberían haber durado hasta 1931, y ya en 1928, se comenzó a diseñar los requerimientos de los nuevos buques que se esperaba comenzar a construir en 1931.
Pero en 1930, tras el primer Tratado naval de Londres la prohibición de construcción de nuevos acorazados, se vio extendida hasta 1937, por lo que no se retomó la planificación hasta 1935, con un desplazamiento máximo de 35.000 toneladas según el citado tratado naval.
Fue construido por los astilleros Fairfield, que pusieron su quilla sobre las gradas el 1 de junio de 1937, y lo botaron el 9 de abril de 1940. Originalmente para el buque se pensó en el nombre Beatty, en honor a David Beatty, comandante de la escuadra de cruceros durante la Batalla de Jutlandia, pero finalmente fue bautizado Howe  en remembranza del  almirante Richard Howe en febrero de 1940.

## Historial
El Howe fue botado en 1940; pero fue comisionado tardíamente en agosto de 1942 debido a importantes modificaciones en su armamento antiaéreo e instalaciones de detección de radar, todo esto a raíz del hundimiento del  HMS Prince of Wales en el golfo de Siam por la aviación japonesa.
Fue parte de la Home Fleet entre 1942 y comienzos de 1943, siendo su función inicial la escolta de convoyes en el Ártico con destino a la Unión Soviética, estando en estas funciones se le asignó la intercepción de unidades alemanas que intentaran salir al Atlántico norte.  
A mediados de 1943 se unió a la Fuerza H en el mar Mediterráneo para apoyar desembarcos aliados en Sicilia y Trapani. En septiembre escoltó a fuerzas navales italianas que se entregaron a los aliados en Malta.
Fue modernizado entre octubre de 1943 y junio de 1944, tras lo cual, se unió a la flota británica del Pacífico sirviendo como buque insignia del almirante Bruce Fraser. Participó en la Operación Iceberg bombardeando la isla de Sakishima en la campaña de Okinawa.
En mayo de 1945 fue objeto de un ataque kamikaze al acercarse al puerto de Hiara para bombardearlo recibiendo daño colateral que lo obligó a reparaciones en el puerto de Durban. En septiembre de 1945 regresó a Inglaterra.
Tras la guerra, fue usado como buque de entrenamiento hasta 1950.
El Howe fue desguazado en 1957, junto a los otros tres buques de su clase que habían sobrevivido a la Segunda Guerra Mundial.